# David Koepp
David Koepp (* 9. června 1963 Pewaukee) je americký scenárista a režisér.

## Život
Koepp se narodil v rodině rodinné terapeutky a majitele billboardové společnosti. Má dva bratry: Stephena Koeppa a Jeffa Koeppa, a sestru Cathy Maki. Jeho manželkou je Melissa Thomas.
Jako scenárista pracoval na několika velmi úspěšných hollywoodských filmech. Roku 1994 získal Saturn Award za Jurský park a roku 2000 byl jeho film Stir of Echoes oceněn na festivalu v Gérardmeru.

## Filmografie

### Scénáře a předlohy
- Apartment Zero (1988)
- Bad Influence (1990)
- I Come In Peace (1990)
- Toy Soldiers (1991)
- Death Becomes Her (1992)
- Jurský park (Adaptace) (1993)
- Carlitova cesta (1993)
- The Paper (1994)
- The Shadow (1994)
- Suspicious (1994)
- Mission: Impossible (1996)
- The Trigger Effect (1996)
- Muži v černém (1997)
- Ztracený svět: Jurský park (Adaptace) (1997)
- Hadí oči (1998)
- Ozvěny mrtvých (1999)
- Úkryt (2002)
- Spider-Man (2002)
- Tajemné okno (2004)
- Zathura (2005)
- Válka světů (2005)
- Indiana Jones a království křišťálové lebky (2008)
- Ghost Town (s Johnem Kampsem) (2008)
- Sins of the Round Table (2008)

### Režie
- Suspicious (1994)
- The Trigger Effect (1996)
- Ozvěny mrtvých (1999)
- Suspense (2003) (TV)
- Tajemné okno (2004)
- Ghost Town (2008)
- Expresní zásilka (2012)
- Mortdecai: Grandiózní případ (2015)
- You Should Have Left (2020)